# Cebrów (gmina)
Cebrów – dawna gmina wiejska w powiecie tarnopolskim województwa tarnopolskiego II Rzeczypospolitej. Siedzibą gminy był Cebrów.

## Historia
Gminę utworzono 1 sierpnia 1934 r. w ramach reformy na podstawie ustawy scaleniowej z dotychczasowych gmin wiejskich: Cebrów, Isypowce, Kokutkowce, Kurowce, Seredyńce i Worobijówka.
W marcu 1938 przyznano marszałkowi Edwardowi Śmigłemu-Rydzowi honorowe obywatelstwo gminy.
Po II wojnie światowej obszar gminy znalazł się w ZSRR.